# Can Mandó
Can Mandó és una obra de Barcelona inclosa a l'Inventari del Patrimoni Arquitectònic de Catalunya.

## Descripció
Situada al districte número 5, Sarrià-Sant Gervasi, sector de la Budellera, aquesta casa està ben conservada, ja que ha estat objecte de restauració.
Forma dos cossos amb dos portals, dues finestres i teulat a dues vessants. En general és de línies senzilles.
Està envoltada de bosc, i per una banda, gairebé encastada a la muntanya.
Disposa d'aigua de brollador propi.

## Història
Segons ens informa una de les actuals propietàries, aquesta finca ja era propietat del seu besavi Jacint. Després passà al seu fill, Martí Pahissa, que va anar a la guerra de Cuba.
La casa s'esmenta l'any 1808, ja que hi van tenir lloc fets relacionats amb la guerra de la Independència. Després passà al pare de les propietàries actuals i net d'en Jacint, Julià Gibernet, que era guarda forestal i conreava la vinya.
La casa és habitada per una de les dues germanes propietàries, que han tingut cura de mantenir-la en bon estat.

## Tomàquet Mandó de Collserola
La masia dona nom a la varietat de tomàquet Mandó de Collserola, que ha estat recuperada després de més de 50 anys sense conrear, gràcies a Damià Gibernet, de Can Mandó, que el 2010 va oferir llavors al Consorci de Collserola, i a través de la Fundació Miquel Agustí i el centre d'educació ambiental Can Coll, es va protegir la varietat de l'erosió genètica i es van repartir llavors entre els pagesos de Collserola, que la van començar a comercialitzar el 2015.